# Двоеборье на чемпионате мира по лыжным видам спорта 2017 — нормальный трамплин (командное первенство)
Командные соревнования по двоеборью в Лахти прошли 26 февраля. Соревнования проходили на нормальном трамплине (HS100), лыжная часть прошла в форме эстафеты: четыре этапа по пять километров каждый.
После того, как немецкие двоеборцы заняли 4 первых места в личном первенстве на нормальном трамплине/10 км, они являлись безоговорочными фаворитами командного первенства. В итоге немцы фактически обеспечили себе победу уже после прыжков (немцы показали три лучших результата среди всех участников), они ушли на дистанцию с преимуществом в 44 секунды над японцами и французами. В итоге немцы уверенно лидировали от старта до финиша, меньше минуты на финише им проиграли только норвежцы. 33-летний Бьёрн Кирхайзен впервые в карьере стал чемпионом мира, до этого на его счету было 11 серебряных и бронзовых медалей с чемпионатов мира, начиная с 2003 года. Риссле стал двукратным чемпионом мира, а Ридзек и Френцель — 4-кратными.
В составе сборной Финляндии выступал 38-летний Ханну Маннинен, вернувшийся в большой спорт после 6-летнего перерыва для того, чтобы принять участие в домашнем чемпионате мира. Маннинен неудачно выполнил прыжок, но в лыжной гонке на последнем этапе едва не добрался до медали, финишировав в итоге пятым.

## Медалисты
| Золото                                                                       | Серебро                                                               | Бронза                                                                      |
| Германия · Бьёрн Кирхайзен · Эрик Френцель · Фабиан Риссле · Йоханнес Ридзек | Норвегия · Магнус Моан · Микко Коксльен · Магнус Крог · Йорген Гробак | Австрия · Бернхард Грубер · Марио Зайдль · Филипп Ортер · Пауль Герштгразер |

## Результаты

### Прыжки с трамплина
| Место | Номер | Страна                                                                        | Дистанция (м)        | Очки                          | Время отставания |
| ----- | ----- | ----------------------------------------------------------------------------- | -------------------- | ----------------------------- | ---------------- |
| 1     | 11    | Германия · Бьёрн Кирхайзен · Эрик Френцель · Фабиан Риссле · Йоханнес Ридзек  | 91.0 97.0 100.0 96.5 | 500.8 114.3 129.0 132.0 125.5 |                  |
| 2     | 8     | Япония · Хидэаки Нагаи · Такэхиро Ватанабэ · Ёсито Ватабэ · Акито Ватабэ      | 90.0 91.0 94.5 95.0  | 468.0 112.3 114.2 120.5 121.0 | +0:44            |
| 3     | 6     | Франция · Франсуа Бро · Антуан Жерар · Лоран Мюлеталер · Максим Лаэрт         | 93.5 90.0 93.5 95.0  | 467.7 119.5 109.6 117.1 121.5 | +0:44            |
| 4     | 10    | Австрия · Бернхард Грубер · Марио Зайдль · Филипп Ортер · Пауль Герштгразер   | 87.5 94.5 93.0 92.5  | 451.8 104.0 118.8 114.3 114.7 | +1:05            |
| 5     | 9     | Норвегия · Магнус Моан · Микко Коксльен · Магнус Крог · Йорген Гробак         | 89.5 94.0            | 450.9 106.6 109.1 117.5 117.3 | +1:07            |
| 6     | 7     | Финляндия · Ээро Хирвонен · Ханну Маннинен · Леэви Мутру · Илкка Херола       | 87.0 83.0 93.5 94.5  | 436.5 105.0 95.2 118.4 117.9  | +1:26            |
| 7     | 3     | США · Бен Беренд · Бен Лумис · Тэйлор Флетчер · Брайан Флетчер                | 96.5 87.5 83.5 89.0  | 424.4 121.4 104.7 95.9 102.4  | +1:42            |
| 8     | 4     | Чехия · Ондржей Пажоут · Ян Вытрвал · Мирослав Дворжак · Томаш Портык         | 88.5 91.0 90.5 84.0  | 420.5 102.8 109.9 111.3 96.5  | +1:47            |
| 9     | 2     | Россия · Тимофей Борисов · Эрнест Яхин · Вячеслав Барков · Самир Мастиев      | 88.0 92.0 91.5 86.0  | 418.4 102.9 113.3 110.5 91.7  | +1:50            |
| 10    | 1     | Эстония · Хан-Хендрик Пихо · Каил Пихо · Карл-Аугуст Тиирмаа · Кристиан Илвес | 84.5 82.5 88.0 96.5  | 409.1 96.4 91.5 104.8 116.4   | +2:02            |
| 11    | 5     | Италия · Армин Бауэр · Лукас Рунггальдир · Алессандро Питтин · Самуэль Коста  | 83.5 82.0 92.0 88.5  | 406.3 95.0 89.8 113.2 108.3   | +2:06            |

### Лыжная эстафета 4х5км
| Место | Номер | Страна                                                                        | Время старта | Время в гонке                           | Место в гонке | Отставание |
| ----- | ----- | ----------------------------------------------------------------------------- | ------------ | --------------------------------------- | ------------- | ---------- |
| 1     | 1     | Германия · Бьёрн Кирхайзен · Эрик Френцель · Фабиан Риссле · Йоханнес Ридзек  | 0:00         | 47:57.3 12:04.8 11:46.1 11:49.4 12:17.0 | 5             |            |
| 2     | 5     | Норвегия · Магнус Моан · Микко Коксльен · Магнус Крог · Йорген Гробак         | 1:07         | 47:32.0 11:50.9 11:39.3 11:47.2 12:14.6 | 2             | +41.7      |
| 3     | 4     | Австрия · Бернхард Грубер · Марио Зайдль · Филипп Ортер · Пауль Герштгразер   | 1:05         | 47:56.0 11:51.3 12:06.6 11:49.5 12:08.6 | 4             | +1:03.7    |
| 4     | 2     | Япония · Хидэаки Нагаи · Такэхиро Ватанабэ · Ёсито Ватабэ · Акито Ватабэ      | 0:44         | 48:19.3 12:17.3 12:01.8 11:56.0 12:04.2 | 6             | +1:06.0    |
| 5     | 6     | Финляндия · Леви Мутру · Эро Хирвонен · Илкка Херола · Ханну Маннинен         | 1:26         | 47:49.0 12:17.2 11:57.2 11:36.5 11:58.1 | 3             | +1:17.7    |
| 6     | 11    | Италия · Армин Бауэр · Лукас Рунггальдьер · Алессандро Питтин · Самуэль Коста | 2:06         | 47:09.5 11:56.0 11:47.6 11:26.9 11:59.0 | 1             | +1:18.2    |
| 7     | 3     | Франция · Лоран Мулетале · Франсуа Бро · Максим Лаэрт · Антуан Жерар          | 0:44         | 48:32.8 12:18.5 12:13.9 11:59.7 12:00.7 | 7             | +1:19.5    |
| 8     | 7     | США · Брайан Флетчер · Бен Беренд · Тэйлор Флетчер · Бен Лумис                | 1:42         | 49:42.5 12:00.9 11:50.6 13:12.2 12:48.8 | 9             | +3:27.2    |
| 9     | 10    | Эстония · Хан-Хендрик Пихо · Каил Пихо · Карл-Аугуст Тиирмаа · Кристиан Илвес | 2:02         | 49:35.0 12:00.6 12:29.1 12:29.2 12:36.1 | 8             | +3:39.7    |
| 10    | 9     | Россия · Самир Мастиев · Эрнест Яхин · Вячеслав Барков · Тимофей Борисов      | 1:50         | 50:59.3 12:11.4 12:16.2 12:44.6 13:48.1 | 10            | +4:52.0    |
| 11    | 8     | Чехия · Мирослав Дворжак · Ондржей Пажут · Томаш Портик · Ян Вытрвал          | 1:47         | 51:06.9 12:14.6 12:15.5 13:14.8 13:31.0 | 11            | +4:56.6    |